# Nikita Liamin
Nikita Andriejewicz Liamin (ros. Никита Андреевич Лямин, ur. 14 października 1985 w Niżnym Nowogrodzie) – rosyjski siatkarz plażowy, brązowy medalista Mistrzostw Świata z 2017 roku, a także uczestnik Igrzysk Olimpijskich 2016.

## Siatkówka halowa
Nikita zaczął grać w siatkówkę w Dziecięcej i Młodzieżowej Szkole Sportowej Rezerwy Olimpijskiej nr 4 w Niżnym Nowogrodzie pod kierunkiem swojego ojca Andrieja. Po ukończeniu szkoły sportowej w 2002 roku Liamin przeniósł się do lokalnej drużyny „Dinamo-UVO”, klubu z najwyższej ligi rosyjskiej.
Od 2004 roku rozegrał pięć sezonów w drużynie Dinama Moskwa. Dinamo Moskwa zostało mistrzem w rosyjskiej Superlidze w sezonie 2007/2008, ale Liamin z powodu słabych treningu opuścił klub.
Liamin przeniósł się do Niżnego Nowogrodu i został kapitanem Gubierniji, która dalej debiutowała w dywizji B najwyższej ligi krajowej. W ciągu dwóch lat Gubierniji udało się awansować do Superligi, a w sezonie 2012/2013 stała się jednym z czołowych klubów w Rosji. Gubiernija zakwalifikowała się do Pucharu CEV, a w marcu 2014 zajęła 2. miejsce po walce z Paris Volley. W Gubierniji Nikita grał jako środkowy, podczas gdy w Dinamo był głównie przyjmującym, a czasem libero.

## Siatkówka plażowa
W maju 2014 roku zaczął grać w siatkówkę plażową debiutując w mistrzostwach kraju. W sezonie 2015 Liamin doznał kontuzji ramienia, a w maju przeszedł operację, co spowodowało sześciomiesięczną przerwę w karierze. Powrócił do gry w grudniu i wraz z Barsukiem został wicemistrzem ryskiego turnieju Mistrzostw Europy Wschodniej. Po udanej współpracy Liamin i Barsuk zakwalifikowali się do Igrzysk Olimpijskich w Rio de Janeiro.
Na igrzyskach Rosjanie wygrali dwa z trzech meczów w swojej grupie. Pokonali brązowych medalistów Mistrzostw Świata 2015, Brazylijczyków Oliveirę i Salgado. Przegrali w ćwierćfinale z Włochami Daniele Lupo i Paolo Nicolai w zaciętym meczu 18-21, 22-20, 11-15.
Po Igrzyskach Olimpijskich Barsuk wycofał się z kariery międzynarodowej. W 2017 roku nowym partnerem Liamina został Wiaczesław Krasilnikow, który wcześniej grał z Konstantinem Semenowem. 18 lutego duet zdobył swój pierwszy wspólny tytuł, wygrywając Kish Island Open.
Liamin i Krasilnikow awansowali do półfinału Mistrzostw Świata w siatkówce plażowej 2017, ale przegrali z Austriakami Clemensem Dopplerem i Alexandrem Horstem. Ostatecznie zdobyli brązowy medal po wygraniu meczu przeciwko Christiaanowi Varenhorst i Maartenowi van Garderen z Holandii.

## Sukcesy klubowe
Mistrzostwo Rosji:
- 2008

Puchar CEV:
- 2014